# Straż (Tatry)

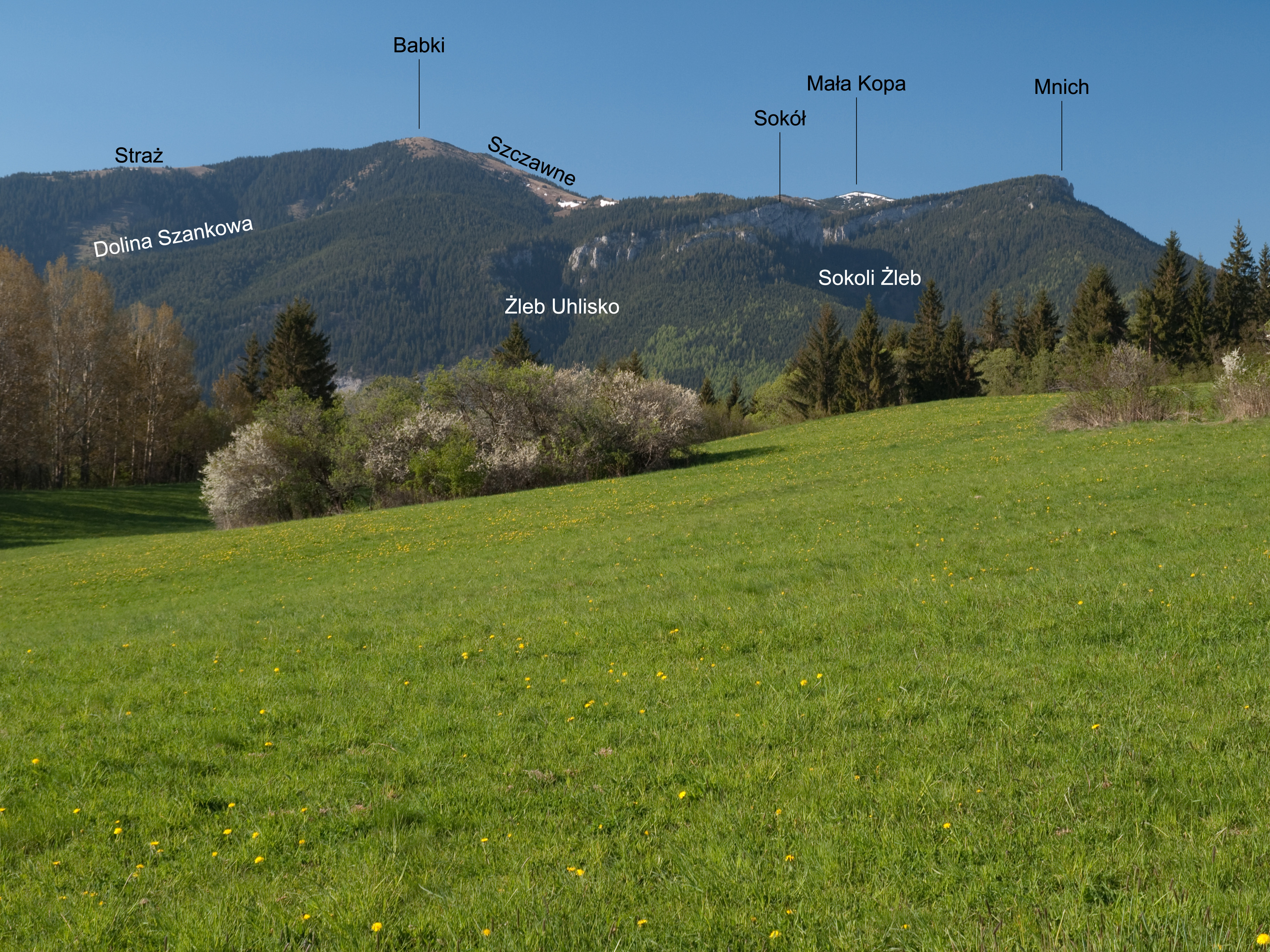
Straż w lewej stronie zdjęcia

Straż (słow. Stráž) – górna część południowo-zachodniego grzbietu odchodzącego od Babek w słowackich Tatrach Zachodnich. Oddziela on górne części Doliny Halnej (Hôľne) i Doliny Szankowej (Šanková dolina), zwanej też Doliną Starej Wody (Dolina Starej vody). Nie zaczyna się na szczycie Babek, lecz w punkcie zwornikowym na zachodnim grzbiecie Babek, w odległości około 200 m od szczytu. Straż biegnie łukowato w kierunku południowo-zachodnim i na jej grzbiecie znajduje się polana Rówień (Roveň). W okolicach tej polany Straż rozgałęzia się na dwa grzbiety: krótki południowy, opadający na polanę Hradek i dłuższy, południowo-zachodni zwany Grochowiskiem (Hrachovisko).
Grzbietem biegnie dawna pasterska ścieżka z Bobrowczyka na Babki, a także granica obszaru ochrony ścisłej TANAP-u: orograficznie prawe stoki Straży (Dolina Halna) znajdują się w tym obszarze, lewe (Dolina Szankowa) już nie.